# Parapsilocephala albofasciata
Parapsilocephala albofasciata är en tvåvingeart som beskrevs av Krober 1928. Parapsilocephala albofasciata ingår i släktet Parapsilocephala och familjen stilettflugor. Inga underarter finns listade i Catalogue of Life.